# Omocestus hubeiensis
Omocestus hubeiensis är en insektsart som beskrevs av Wang, Yuwen och Xiaodong Li 1994. Omocestus hubeiensis ingår i släktet Omocestus och familjen gräshoppor. Inga underarter finns listade i Catalogue of Life.